# Strip-tease (roman de Simenon)
Pour les articles homonymes, voir Strip-tease.
Strip-tease est un roman policier de Georges Simenon, achevé à Golden Gate, Cannes (Alpes-Maritimes) le 12 juin 1957, et publié en 1958.

## Résumé
Célita, danseuse professionnelle qui s'est recyclée dans le strip-tease, est usée par le métier. Elle convoite la position de Florence, sa patronne, d'autant plus qu'elle est parvenue à s'attacher son mari d'une façon qu'elle croit sûre, lorsqu'une jeune fille, Maud Leroy, débarquant de sa province, se présente au « Monico ». Elle est engagée à l'essai. Le numéro ingénu de la débutante rencontre un grand succès et le patron, Léon Tourmaire, séduit par ses apparences fragiles et naïves, va bientôt s'éprendre d'elle. Il en fera la vedette du cabaret. 
Tandis que Florence Tourmaire, atteinte d'une maladie qui ne cessera de s'aggraver, se voit contrainte de capituler devant cette nouvelle rivale, elle se rapproche de Célita. Celle-ci entreprend contre Maud une lutte sournoise qui s'exaspère au fur et à mesure que ses chances de reconquérir Léon s'amenuisent. 
Après avoir simulé une tentative de suicide, Célita se rend compte que Léon est définitivement perdu pour elle. Elle se procure un revolver. Le jour de l'enterrement de Florence, au cimetière, elle s'apprête à tirer sur la jeune strip-teaseuse, mais, saisie d'hébétude au dernier moment, elle s'enfuit. 
On apprendra par la suite qu'elle a gagné Nice où elle se livre à la prostitution. Elle sera tuée par un Nord-Africain.

## Aspects particuliers du roman
Le récit adopte le plus souvent le point de vue du personnage principal. À partir d’une jalousie d’origine professionnelle, on assiste à la lente destruction d’un être angoissé par la perspective d’un avenir promis à la déchéance.

## Fiche signalétique de l'ouvrage

### Cadre spatio-temporel

#### Espace
Cannes.

#### Temps
Époque contemporaine.

### Les personnages

#### Personnage principal
Célita Perrin. Strip-teaseuse au « Monico ». Célibataire. 32 ans.

#### Autres personnages
- Léon Tourmaire, patron du « Monico »
- Florence Tourmaire, son épouse, caissière du « Monico », 39 ans
- Maud Leroy, strip-teaseuse débutante au « Monico », 19 ans
- Marie-Lou, Natacha, Ketty, compagnes de Célita.

## Éditions
- Édition originale : Presses de la Cité, 1958
- Livre de Poche, n° 14224, 1999  (ISBN 978-2-253-14224-9)
- Tout Simenon, tome 9, Omnibus, 2002  (ISBN 978-2-258-06050-0)
- Romans durs, tome 10, Omnibus, 2013  (ISBN 978-2-258-09397-3)
- Romans durs, tome 10, Omnibus, 2023  (ISBN 978-2-258-20267-2)

## Adaptations
- 1987 : Strip-tease, épisode 3 de la série télévisée française L'Heure Simenon, réalisé par Michel Mitrani, avec Patricia Millardet

## Source
- Maurice Piron, Michel Lemoine, L'Univers de Simenon, guide des romans et nouvelles (1931-1972) de Georges Simenon, Presses de la Cité, 1983, p. 196-197  (ISBN 978-2-258-01152-6)